# Erika Förare
Erika Förare, född 25 januari 1955 i Uppsala men uppvuxen i Piteå, är en svensk tonsättare. Hon studerade violin på Framnäs folkhögskola och senare komposition privat för Sune Smedeby där. 1975–79 fortsatte hon kompositionsstudier vid Kungliga Musikhögskolan i Stockholm för Gunnar Bucht.

## Verklista
- Duo nr 1 för 2 violiner, op. 1 (1976–79)
- Monolog för sologitarr (1977–79)
- Vi för sopran och blåskvintett till text av Jan Mårtenson (1979)
- Humoresk för piano (1980)
- Grand caprice vulgaire för sologitarr (1981–82)
- Alfabeticha nr 1 för altblockflöjt (1982–84)
- Preambulum nr 1 för piano (1983–84)
- Blåskvintett nr 1: Hommage à Stravinskij (1983–85)
- 5 ironiska sånger för sopran och gitarr (1983–91)
  1. ”En annorlunda barnvisa”
  2. ”Samspel”
  3. ”Moder jord”
  4. ”Tur och otur”
  5. ”Slutpunkt”
- 5 sånger för manskör till text av Helmer Grundström (1985–86)
  1. ”Vår älskade broder”
  2. ”Vaggvisa”
  3. ”I Rumpvattnets by”
  4. ”Bär och sopp”
  5. ”Frusen
  6. ”Dialog på den kalla vägen”
- Sonat-ina 1 för 3 gitarrer (1987–88)
- 6 stationer för oboe (1988)
- Alfabeticha nr 2 för 2 altblockflöjter (1985/1999)
- Alfabeticha nr 3 för 3 flöjter (1985–86)
- Bröllopsmarsch i D-dur för violin solo eller 2–3 violiner eller violinkör (1991)
- Missa brevis för blandad kör, komponerad tillsammans med Stellan Sagvik och Nils Tykesson, ”Agnus Dei” av Erika Förare (1991–92)
- View-lines för piano (1991–92)
- Stråkkvartett nr 1 (1992–96)
- Sonata trans-form-ata för trombonsolo (1993)
- Fem livsberusade sånger för tenor och cello (1995–97)
  1. ”Skulle jag sörja” till text av Lasse Lucidor
  2. ”Märg i benen den 1 maj 1712” till text av Johan Runius
  3. ”Visa 1752” till text av Olof von Dalin
  4. ”Den 9 julii 1792” till text av Carl Michael Bellman
  5. ”Reflexion” till text av Anna Maria Lenngren
- Tre fanfarer för altsaxofon, trombon, slagverk, elgitarr (1996)
- Preambulum nr 2 för piano (1998)
- 2 intermovimenti för altsaxofon, slagverk och ukulele (1999)
- Tre dikter för recitatör och altsaxofon till text av Eva Runefelt (1999)
  1. ”Ödsligheten”
  2. ”Långsamheten”
  3. ”Ögonblick”
- Speldrag – dragspel, aleatorisk fantasi för saxofonkvartett (1999–2000)
- Duo nr 2: elementi diversi in/via Mi för 2 violiner (2001–02)
- Musica mundana-humana/instrumentalis för flöjt och luta (2001–02)
- En Haydn-menuett för 2 violiner (2002)
- En sorgescen för 2 violiner (2002–03)
- Bortanför – Hitanom, en fantasi för 2 violiner (2003)
- Psalm 100 för blandad kör till text ur Psaltaren (2005)
- Variationer öfver Robert Schumann för piano (2006–07/2011)
- Tre Hemorts-sånger för mezzosopran, altsaxofon och 2 violiner till text av Helmer Grundström (2013)